# 德普灵
德普灵是德国石勒苏益格－荷尔斯泰因州的一个市镇。总面积7.82平方公里，总人口610人，其中男性310人，女性300人（2011年12月31日），人口密度78人/平方公里。